# Air Koryo
Air Koryo er Nordkoreas statsejede nationale luftfartsselskab, som har hovedsæde i Pyongyang og benytter Sunan International Airport som hub.
Selskabet ejer 19 passagerfly, 4 fragtfly, 3 VIP-fly og 2 tekniske fly. Selskabet betjener en række indenrigs- og udenrigsdestinationer, bl.a. til Rusland og Kina.
Piloterne har typisk aftjent værnepligt som jagerpiloter i det nordkoreanske luftvåben, før de er kommet til selskabet og er derfor generelt meget erfarne og veluddannede. Mange af dem har endda været i Kina eller Sovjetunionen under deres uddannelse/træning.

## Flyveforbud i EU
I marts 2006 blev Air Koryo på grund af bekymringer med selskabets håndtering af sikkerhed og vedligeholdelse placeret på EUs sorte liste over fly der ikke har tilladelse til at flyve i europæisk luftrum. Europa-Kommissionen fandt det bevist at der var fundet alvorlige sikkerhedsmangler på selskabets fly under sikkerhedsinspektioner af flyet i tyske og franske lufthavne. Air Koryo var ikke i stand til, over flere omgange, at rette op på fejlene under efterfølgende sikkerhedsinspektioner. Luftfartselskabets formåede ikke at svare på en anmodning fra det franske luftfartsvæsen vedrørende selskabets sikkerheds- og vedligeholdelsesprocedurer. Selskabet fremlagde efterfølgende en plan for at rette op på de problemer myndighederne havde fundet, men myndighederne anså denne plan for at være særdeles utilstrækkelig. Europakommisionen fandt også at de nordkoreanske myndigheder ikke foretog tilstrækkeligt tilsyn over Air Koryo, noget de ellers havde forpligtet sig til ved Chicago-konventionen. På baggrund af disse omstændigheder, bestemte kommissionen, at Air Koryo ikke levede op til EU's sikkerhedskrav.
I marts 2010, fik Air Koryo igen lov at flyve i europæisk luftrum med selskabets to Tupolev Tu-204, som var udstyret med det nødvendige udstyr til at overholde de internationale sikkerhedsstandarder. Alle andre Air Koryo fly har stadig landings- og flyveforbud i EU.

### Ulykker
Selskabet har på trods af selskabets efterhånden aldrende sovjetiske flyflåde kun oplevet et decideret enkelt flystyrt da et Iljusjin 62M den 1. juli 1983 styrtede ned i Guinea. Alle 23 ombordværende omkom. 

## Flåde
Den 17. oktober 2016 ejede Air Koryo 20 Fly med en gennemsnitsalder på 16,3 år:
| Flytype            | aktiv | Bemærkninger                                   |
| ------------------ | ----- | ---------------------------------------------- |
| Antonov An-148     | 02    |                                                |
| Antonov An-24B     | 01    |                                                |
| Antonov An-24RW    | 02    |                                                |
| Iljusjin Il-18D    | 01    | Air Koryo er den sidste civile bruger af Il-18 |
| Iljusjin Il-62M    | 03    |                                                |
| Iljuschin Il-76MD  | 03    |                                                |
| Tupolev Tu-134B    | 02    |                                                |
| Tupolev Tu-154B    | 03    | et inaktivt                                    |
| Tupolev Tu-204-100 | 01    |                                                |
| Tupolev Tu-204-300 | 01    |                                                |
| Samlet             | 19    |                                                |